# (32123) 2000 LO10
2000 LO10 (asteroide 32123) é um asteroide da cintura principal. Possui uma excentricidade de 0.17889840 e uma inclinação de 15.19079º.
Este asteroide foi descoberto no dia 1 de junho de 2000 por LINEAR em Socorro.